# ウダ区
ウダ区（モンゴル語：ᠤᠳᠠ
ᠣᠭᠣᠷᠢᠭ　Uda toɣoriɣ）は、中華人民共和国内モンゴル自治区烏海市に位置する市轄区。ウダはモンゴル語で柳がある場所という意味。

## 行政区画
7ジュール・ゴドムジ（街道）、1バルガス（鎮）を管轄：
- 街道弁事処：三道坎街道、五虎山街道、新達街道、バインサエン・ジュール・ゴドムジ（巴音賽街道）、スハイト・ジュール・ゴドムジ（蘇海図街道）、梁家溝街道、浜海街道
- 鎮：ウラーンノール・バルガス（烏蘭淖爾鎮）